# Cisarua (Tegal Waru)
Cisarua is een bestuurslaag in het regentschap Purwakarta van de provincie West-Java, Indonesië. Cisarua telt 4225 inwoners (volkstelling 2010).